# Pound for pound
Pound-for-pound (с англ. — «паунд-фо-паунд» — сокр. P4P) — термин, употребляемый в единоборствах, в основном в боксе, в отношении бойца, который признан лучшим вне зависимости от весовой категории. Термин вошел в употребление благодаря боксёру Бенни Леонарду, который доминировал в качестве чемпиона-легковеса с мая 1917 по январь 1925 года. Эксперты утверждали, что Леонард был лучшим «pound-for-pound». Большинство историков считают, что концепция лучшего бойца вне зависимости от весовой категории возникла в 40-х годах с приходом Шугара Рэя Робинсона. Многие до сегодняшнего дня признают его лучшим боксёром всех времён и народов. В 1990 году термин обрёл новую популярность, когда вышел первый список лучших боксёров по версии журнала «Ринг».